# George Alcock (cầu thủ bóng đá)
George Leonard Alcock (sinh ngày 15 tháng 8 năm 1902, ngày mất không rõ) là một cầu thủ bóng đá người Anh.
Sinh ra ở Chorlton, Chester, Alcock bắt đầu sự nghiệp với Wombwell, trước khi gia nhập Bradford City năm 1924. Mặc dù ghi được 9 bàn trong 15 trận, ông rời đi để gia nhập Crewe Alexandra năm 1927. Sau đó ông đến Torquay United nhưng lại chuyển tới Doncaster Rovers mà không xuất hiện trong đội một tại Plainmoor.